# Кампанелла (музыка)
Кампанелла — обиходное название 3-го этюда (1851, Веймар, Германия) Ференца Листа. Этюд является фортепианной транскрипцией одноимённого Рондо си-минор (https://pianokafe.com/music/nikkolo-paganini-campanella/) - третьей части Концерта №2 для скрипки с оркестром Никколо Паганини. Написан в соль-диез миноре.
Первоначальная версия этюда была закончена в 1834 году, была написана в в ля-бемоль миноре, однако вторая часть была выполнена в ля-бемоль мажоре, основываясь на теме финала первого скрипичного концерта Паганини. В 1851 году Лист переписал текст этюда, перенеся его в энгармонически равный соль-диез минор и убрав вторую часть.
У Листа есть шесть этюдов, написанных на темы Паганини. Третий его этюд написан на тему финала второго скрипичного концерта Паганини (в си-миноре). Этот финал за звучание его верхних нот, напоминающее нежные звуки колокольчиков, Паганини назвал «Кампанеллой» (итал. campanella — «колокольчик»).

## Технические приёмы

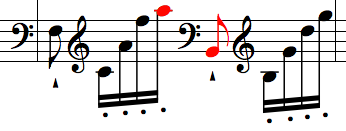
Расстояние между двумя красными нотами (почти 3 октавы) на фортепианной клавиатуре составляет 46 см

Этюд известен как одно из самых сложных фортепианных произведений. Он играется в быстром темпе allegretto, и скачки в партии пианиста иногда достигают двух октав. Самые большие интервалы в партии правой руки — квинтдецима (две октавы) и интервал в 16 ступеней, не имеющий названия (две октавы и секунда). Пианисту предоставляется мало времени для перемещения руки. Квинтдецим много в начале этюда, интервалы в 16 ступеней попадаются дважды: в 30-м и 32-м тактах.
В левой руке тоже появляются большие интервалы (больше, чем в правой). В 101-м такте левая рука играет скачок в три октавы. В этюде также есть другие сложные технические приёмы, например, трель четвёртым и пятым пальцами.
Аранжировки «Кампанеллы» создали композиторы Ферруччо Бузони и Марк-Андре Амелин.